# 岩本達郎
岩本 達郎（いわもと たつろう、1977年3月11日 - ）は日本の俳優。千葉県出身。劇団扉座所属。

## 略歴
身長173cm。血液型B型。趣味、読書。
1999年扉座研究所（第三期生）に扉座研究生として入所。2000年扉座入団。劇団扉座所属。主な扉座公演に出演している。
酔っ払うとおしぼりと会話をするらしい（本人ブログ自己紹介より）。

## 主な出演作品

### 舞台
- いとしの儚
- アゲイン
- フォーティンブラス
- TSUTOMU
- 無邪鬼
- 新羅生門
- きらら浮世伝
- 夜曲
- 曲がり角の悲劇
- 新浄瑠璃　百鬼丸〜手塚治虫「どろろ」より〜
- 語り継ぐ者たち〜清水次郎長伝・異聞〜
- アトムへの伝言
- ユタカの月
- ご長寿ねばねばランド(2006)
- ドリル魂〜ガ・ガ・ガ・ガ・ガー〜 東京建築ショー・劇場編（火花は散るが、裸火厳禁！！）(2007)
- LoveLoveLoveR36(2007)
- トラオ(2008)
- 人生のクライマックス(2008)
- 新浄瑠璃　百鬼丸〜手塚治虫「どろろ」より〜(2009)
- サツキマスの物語(2009)

- 豊橋市制百周年記念事業 豊橋市民音楽劇 豊橋オーレ！(2006)
- 美浜文化ホール こけら落とし ドラマチックライブ 美浜に吹く風 (2007)
- 草薙の風（2007）
- 伝説の男（2008）
- カウントダウン美浜

『アマチュア・ロックナイト・フェス』（2007〜2008）
- MUSIC DOOR LIVE Vol.4（2008）
- R.U.Pプロデュース トンカツロック
- TEAM090 青天井
- 厚木市文化会館　開館30周年記念公演　リバーソング〜永遠のハックルベリィ・フィンたちへ〜

- サクラ大戦2005年新春歌謡ショウ　笑え！花組（2005）
- サクラ大戦2006年新春歌謡ショウ　跳んでる！花組！(2006)
- サクラ大戦 第3回スーパー歌謡ショウ 新・西遊記(2004)
- サクラ大戦 第4回スーパー歌謡ショウ 新・青い鳥(2005)
- サクラ大戦ファイナル歌謡ショウ 新・愛ゆえに(2006)
- サクラ大戦 歌う大紐育2(2007)
- サクラ大戦 歌う大紐育3〜ラストショウ〜(2008)

- HKT48指原莉乃座長公演（2015年4月8日 - 23日、明治座、2015年8月15日 - 31日博多座）ガン丸 役[1]

### TVゲーム
- 天外魔境 ZIRIA〜遥かなるジパング〜

### CM
- さくらや
- JR西日本